# Новобуринська сільська рада
Новобури́нська сільська рада — муніципальне утворення у складі Краснокамського району Башкортостану, Росія. Адміністративний центр — присілок Нова Бура.

## Населення
Населення — 2146 осіб (2019, 2438 в 2010, 2461 в 2002).

## Склад
До складу поселення входять такі населені пункти:
| Населений пункт         | Населення, осіб (2002) | Населення, осіб (2010) |
| ----------------------- | ---------------------- | ---------------------- |
| Кіреметево, присілок    | 309                    | 341                    |
| Маняк, присілок         | 309                    | 281                    |
| Мрясово, присілок       | 98                     | 81                     |
| Нова Бура, присілок     | 610                    | 593                    |
| Новий Буртюк, присілок  | 565                    | 527                    |
| Стара Бура, присілок    | 224                    | 251                    |
| Старий Буртюк, присілок | 346                    | 364                    |